# Conny van Rietschoten

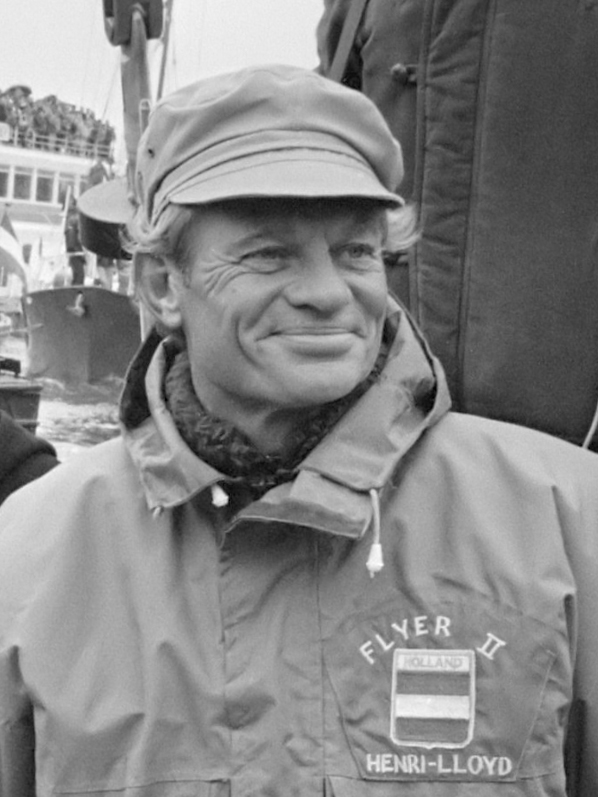
Conny van Rietschoten (1982)

Cornelis (Conny) van Rietschoten (Rotterdam, 23 maart 1926 – Almancil (Portugal), 17 december 2013) was een Nederlands zeezeiler. Hij was in 1977-1978 met de 'Flyer' en 1981-1982 met zijn Flyer II winnaar van de Whitbread, de zwaarste zeilwedstrijd ter wereld. Hij verbeterde in 1982 ook het snelheidsrecord rond de wereld en bracht het terug tot 120 dagen.
Van Rietschoten was de jongste zoon van een Rotterdamse industrieel. Zijn beide broers Jack en Dicky waren in 1944 omgekomen en Conny moest het familiebedrijf, elektrotechnisch installatiebedrijf Van Rietschoten & Houwens, overnemen. Eind 1967 verkocht hij het bedrijf aan Internatio.
Hij leerde zeilen op het jacht van zijn vader, de Copeja, en later op een door zijn opa gebouwde houten twee-master, de Maybe. Zijn eerste eigen boot was een aandeel in Gerda van zijn Britse vriend Morin Scott. Daarmee zeilden de vrienden via de Noordzee naar Denemarken en Noorwegen om mee te doen aan de Gold Cup Race van de Drakenklasse. Het verhaal van een Draak, geschreven door Morin Scott, vertelt over de belevenissen van Van Rietschoten, onder andere de overtocht vanuit Harwich naar Cuxhaven.
Van Rietschoten en Scott ontvingen een speciale prijs uit handen van de toenmalige Noorse koning, in verband met hun gedurfde oversteek met "Gerda".
In 1982 werd de Conny van Rietschoten Trofee voor het eerst uitgereikt. Deze trofee wordt jaarlijks uitgereikt aan een Nederlandse zeiler die zich heeft onderscheiden door een opmerkelijke zeilprestatie in wedstrijdverband.
In 2016/2017 vernoemde Amsterdam een brug naar hem.